# Theilheim
Theilheim – miejscowość i gmina w Niemczech, w kraju związkowym Bawaria, w rejencji Dolna Frankonia, w regionie Würzburg, w powiecie Würzburg. Leży około 8 km na południowy wschód od Würzburga, przy autostradzie A3.

## Dzielnice
W skład gminy wchodzi tylko jedna dzielnica: Theilheim

## Demografia
| Rok  | Liczba mieszk. |
| ---- | -------------- |
| 1970 | 1789           |
| 1987 | 2067           |
| 2000 | 2305           |

## Oświata
(na 1999)

W gminie znajduje się 100 miejsc przedszkolnych (z 81 dziećmi) oraz szkoła podstawowa (6 nauczycieli, 137 uczniów).